# Moštěnka
La Moštěnka est une rivière de Tchéquie d'une longueur de 45,6 km. Elle est un affluent de la Morava et donc un sous-affluent du Danube.